# Drama v kabare futuristov
Drama v kabare futuristov é um filme de comédia russo de 1914 dirigido por Vladimir Kasyanov.

## Elenco
- David Burlyuk
- Vladimir Burlyuk
- Natalia Goncharova
- Michael Larionov
- Vladimir Mayakovsky